# Joseph Baudelot
Pour les articles homonymes, voir Baudelot.
Joseph Alphonse Baudelot, né le 22 décembre 1804 à Hirson (Aisne) et mort le 14 novembre 1861 à Bondoncourt (Aisne), est un homme politique français sous Louis-Philippe.

## Biographie
Fils de Louis Bernard Baudelot, juge de paix, et de Suzanne-Émilie Lefebvre, il entreprend des études de droit à Paris et commence une carrière de magistrat en 1830, comme juge suppléant, procureur du roi, puis président, au tribunal de Vervins.
Il est décoré de la Légion d'honneur le 4 mai 1845, devient conseiller général en 1846, et est élu comme représentant du peuple à l'Assemblée constituante, d'avril 1848 à mai 1849, où il vota majoritairement pour la politique de la droite, sauf pour le bannissement de la famille d'Orléans le 26 mai 1848. 
Retraité de la magistrature en 1858, il rejoint le gouvernement impérial, et est élu député à la quasi-unanimité après avoir obtenu 99,5 % des suffrages exprimés, au Corps législatif de la troisième circonscription de l'Aisne de 1858 à 1862. 

## Sources
- « Joseph Baudelot », dans Adolphe Robert et Gaston Cougny, Dictionnaire des parlementaires français, Edgar Bourloton, 1889-1891 [détail de l’édition]